# Trava zelena
Trava zelena četvrti je studijski album hrvatske pop pjevačice Severine, objavljen 1995. godine u Hrvatskoj u izdanju diskografske kuće Croatia Records.
Producenti albuma su Zrinko Tutić, Nikša Bratoš, Miro Buljan i Vedran Ostojić. Ostali suradnici su Faruk Buljubašić, Nenad Ninčević, Rajko Dujmić, a po prvi put i sama Severina je potpisana kao autor tri teksta na albumu.
Na albumu se nalazi deset pjesama, a pjesma "Ti si srce moje" duet je s Žerom. Osim naslovne pjesme i dueta, ovaj joj album nije dao neke velike hitove kao prethodni, ali je bio jednako komercijalno uspješan kao prethodni.

## Popis pjesama
| Br. | Skladba           | Trajanje |
| --- | ----------------- | -------- |
| 1.  | »Trava zelena«    | 4:14     |
| 2.  | »Vatra i led«     | 3:23     |
| 3.  | »Ti si srce moje« | 4:08     |
| 4.  | »Mr. Taliman«     | 3:58     |
| 5.  | »Bože moj«        | 4:19     |
| 6.  | »Bambola«         | 4:08     |
| 7.  | »Lude godine«     | 4:14     |
| 8.  | »Poželi me«       | 4:56     |
| 9.  | »Pruži mi ruku«   | 3:46     |
| 10. | »Ludo moja«       | 4:35     |